# نیمه‌هادی نوع پی
نیمه‌هادی نوع پی گونه‌ای از نیمه‌هادی‌ها است که به وسیلهٔ آلایش یک نیمه‌رسانای با اتم‌های پذیرنده به دست می‌آید و از این راه حامل‌های بار آزاد مثبت (حفره‌ها) در نیمه‌هادی افزایش می‌یابند.
در لایهٔ آخر نیمه‌هادی‌های خالص مانند سیلیسیم یا ژرمانیم تنها چهار الکترون والانس وجود دارد. ناخالصی تزریق‌شده به نیمه‌هادی عنصری با اتم‌های سه‌ظرفیتی مانند آلمینیوم است. در نتیجه در چهار پیوند کووالانسی ایجاد شده به بین اتم‌های ناخالصی و نیمه‌هادی، یکی از پیوندها ناقص خواهد شد و حفره‌ای به وجود می‌آید که الکترون‌های لایهٔ والانس اتم‌های مجاور دائماً سعی می‌کنند آن را پر کنند و بنابراین حفره پایدار نخواهد ماند. با توجه به بیشتربودن تعداد حفره‌ها از الکترون‌ها در این نیمه‌هادی به حفره‌ها حامل‌های اکثریت و به الکترون‌ها حامل‌های اقلیت گفته می‌شود و کریستال حاصل را نیمه‌هادی نوع پی (پی مخفف positive در انگلیسی و به معنای مثبت است) می‌گویند.